# Buxus conzattii
Buxus conzattii är en buxbomsväxtart som beskrevs av Paul Carpenter Standley. Buxus conzattii ingår i släktet buxbomar, och familjen buxbomsväxter. Inga underarter finns listade i Catalogue of Life.